# 密葉澤蘚
密葉澤蘚（学名：Philonotis hastata）为珠蘚科澤蘚屬下的一个种。